# Nuria Calduch Benages
Nuria Calduch Benages (Barcelona, 26 de marzo de 1957) es una biblista española, afincada en Italia. Está considerada una autoridad en el estudio de los libros sapienciales del Antiguo Testamento. Desde marzo de 2021 es la secretaria de la Pontificia Comisión Bíblica.

## Biografía
En el 1979 se licenció en Filosofía y Letras por la Universidad Autónoma de Barcelona (1979).
En 1984 se trasladó a Roma, donde reside desde entonces. Realizó el doctorado en Sagrada Escritura en el Pontificio Instituto Bíblico (Roma). Discípula del biblista Isidro Gomá Civit. Es profesora ordinaria de la Pontificia Universidad Gregoriana (2010) y profesora invitada del Pontificio Instituto Bíblico.
Benedicto XVI la nombró experta del Sínodo de los obispos sobre la palabra de Dios de 2008 y Francisco la llamó para formar parte de la Comisión para el estudio del diaconado de la mujer. Posteriormente, fue nombrada miembro de la Pontificia Comisión Bíblica y desde marzo de 2021 es la primera secretaria de dicho organismo, siendo la primera vez que una mujer ocupa este cargo.

## Publicaciones

### Como escritora
- En el crisol de la prueba. Estudio exegético de Sir 2,1-18 (ABE 32), Estella (Navarra): Verbo Divino, 1997.
- Con Renate Egger-Wenzel, Anton Fersterer e Ingrid Krammer, in Friedrich V. Reiterer (ed.), Bibliographie zu Ben Sira (BZAW 266), Berlin - New York: Walter de Gruyter, 1998.
- Un gioiello di Sapienza. Leggendo Siracide 2 (Cammini nello Spirito. Sezione biblica 45), Milano: Paoline, 2001.
- Otro gallo le cantara. Refranes, dichos y expresiones de origen bíblico (A los cuatro vientos 20), Bilbao: Desclée De Brouwer, 2003.
- Con Joan Ferrer e Jan Liesen, La Sabiduría del Escriba. Wisdom of the Scribe. Edición diplomática de la versión siríaca del libro de Ben Sira según el Códice Ambrosiano con traducción española e inglesa. Diplomatic Edition of the Syriac Version of the Book of Ben Sira according to Codex Ambrosianus, with Translations in Spanish and English (Biblioteca Midrásica 26), Estella (Navarra): Verbo Divino, 2003, 2015, 2a edizione rivista e corretta.
- Con Johan Yeong-Sik Pahk, La preghiera dei saggi. La preghiera nel Pentateuco Sapienziale (Bibbia e preghiera), Roma: ADP, 2004.
- Con Luciano Sandrin e Francesc Torralba, Cuidarse a sí mismo. Para ayudar sin quemarse (Colección Pastoral), Madrid: PPC, 2007; Aver cura di sé. Per aiutare senza ‘burnout’ (Collana Fede e Annuncio. Ricerche di teologia pastorale 52), Bologna: Edizioni Dehoniane, 2009.
- Il profumo del Vangelo: Gesù incontra le donne (La parola e la sua ricchezza 11), Milano: Paoline, 2007, 2009, 2a edizione riveduta e corretta; El perfume del evangelio. Jesús se encuentra con las mujeres (El mundo de la Biblia. «Horizontes» 9), Estella (Navarra): Verbo Divino, 2008, 2010, 2a reimpr.;[6] The Perfume of the Gospel: Jesus' Encounters with Women (Theologia 8), Roma: Gregorian and Biblical Press, 2012; El perfum de l'Evangeli. Jesús es troba amb les dones (Saurí 185), Barcelona: Publicacions de l'Abadia de Montserrat, 2014.
- Dammi, Signore, il tuo sguardo. Riflessioni bibliche sulla vita consacrata, Roma: Editrice Rogate 2008; Dame, Señor, tu mirada. Reflexiones bíblicas sobre la vida cristiana (Sauce 150), Madrid: PPC, 2011.
- Saboreando la Palabra. Sobre la lectura orante o creyente (lectio divina) (El mundo de la Biblia. «Horizontes» 11), Estella (Navarra): Verbo Divino, 2012; Savoring the Word. On Prayerful Faith-Filled Reading (Lectio Divina), Estella (Navarra): Verbo Divino, 2017.
- Los profetas, mensajeros de Dios (Emaús 98), Barcelona: Centro de Pastoral Litúrgica, 2012; Els profetes, missatgers de Déu (Emaús 98), Barcelona: Centro de Pastoral Litúrgica, 2012; I profeti, messaggeri di Dio. Presentazione essenziale (Biblica), Bologna: Edizioni Dehoniane, 2013.
- La Palabra Celebrada. Explicación bíblica de las lecturas de todos los domingos y fiestas (Dossier CPL 132), Barcelona: Centro de Pastoral Litúrgica, 2014; La Paraula Celebrada. Explicació bíblica de les lectures de tots els diumenges i festes (Dossier CPL 132), Barcelona: Centro de Pastoral Litúrgica, 2014; La Bibbia della domenica. Comprendere e spiegare le letture della messa festiva. Anni A, B, C (Predicare la parola), Bologna: Edizioni Dehoniane, 2016.
- Pratiche della cura. Medicina e religione nel mondo antico (Lapislazzuli), Bologna: Edizioni Dehoniane, 2014.
- Perdonar las injurias (Colección obras de misericordia 11), Madrid: Publicaciones Claretianas, 2015.
- Nacidos para la alegría (Emaús 130), Barcelona: Centro de Pastoral Litúrgica, 2016; Nascuts per a la joia (Emaús 130), Barcelona: Centro de Pastoral Litúrgica, 2016.
- Abiertos a la esperanza (Emaús 132), Barcelona: Centro de Pastoral Litúrgica, 2016; Oberts a l'esperança (Emaús 132), Barcelona: Centro de Pastoral Litúrgica, 2016.
- Escrits de joventut, Barcelona: Claret, 2016.

### Como editora
- Con Jacques Vermeylen, Treasures of Wisdom. Studies on Ben Sira and the Book of Wisdom. Festschrift Maurice Gilbert (BETL 143), Leuven: University Press - Peeters, 1999.
- La Sagrada Familia en la Biblia (Biblioteca Manual Desclée 28), Bilbao: Desclée De Brouwer, 2001.
- Reseña Bíblica 41 (2004): «El Libro de Ben Sira (Sirácida o Eclesiástico)».
- Con Jan Liesen, History and Identity. How Israel's Later Authors Viewed Its Earlier History (DCLY 2006), Berlin - New York: Walter de Gruyter, 2006.
- Con Christl M. Maier, Los Escritos y otros libros sapienciales (La Biblia y las Mujeres. La Biblia Hebrea. Antiguo Testamento 3), Estella (Navarra): Verbo Divino, 2013.
- Con Christl M. Maier, Schriften und spätere Weisheitsbücher (Die Bibel und die Frauen. Hebräische Bibel – Altes Testament 1.3), Stuttgart: Kohlhammer, 2013.
- Con Christl M. Maier, Gli Scritti e altri libri sapienziali (La Bibbia e le donne. La Bibbia ebraica 1.3), Trapani: Il pozzo di Giacobbe, 2014.
- Con Christl M. Maier, The Writings and Later Wisdom Books (The Bible and Women. Hebrew Bible/Old Testament 1.3), Atlanta GA: Society of Biblical Literature, 2014.
- Wisdom for Life. Essays Offered to Honor Prof. Maurice Gilbert, SJ on the Occasion of His Eightieth Birthday (BZAW 445), Berlin: Walter de Gruyter, 2014.
- Le donne della Bibbia (Grani di senape), Milano: Vita e Pensiero, 2017. Mujeres de la Biblia (Las palabras y los días), Boadilla del Monte (Madrid): PPC, 2018.
- Le donne dei Vangeli (Grani di senape), Milano: Vita e Pensiero, 2018.